# Elymus curvifolius
Elymus curvifolius là một loài thực vật có hoa trong họ Hòa thảo. Loài này được (Lange) Melderis mô tả khoa học đầu tiên năm 1978.